# 停时

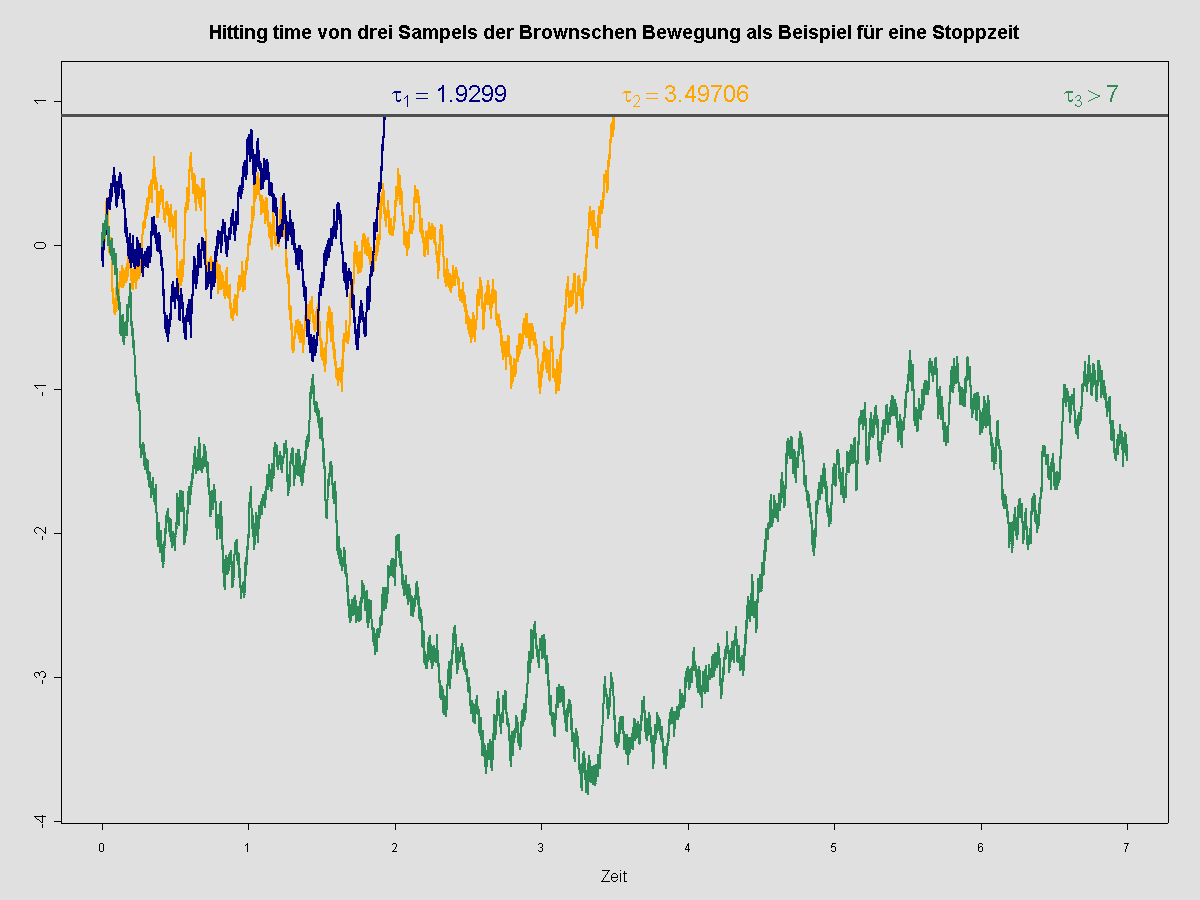
停时的一个范例: 布朗运动的首中时

在概率论中，尤其在随机过程的研究中，停时是一种特殊的“随机时刻”。
停止规则和停时理论常在概率论和统计学中被提到和应用，其中著名的有可选抽样定理。停时同时在数学证明中也被频繁应用——“驯服时间这一连续统”
。

## 定义
定義 — 

{\displaystyle (X,\,\Sigma ,\,P)}是機率空間，{\displaystyle \leq } 是集合 {\displaystyle T} 上的全序关系，若有個单射 {\displaystyle {\mathcal {F}}:T\to {\mathcal {P}}[{\mathcal {P}}(X)]} 滿足：
- 對所有 {\displaystyle t\in T} ， {\displaystyle {\mathcal {F}}(t)} 是 {\displaystyle X} 上的Σ-代数，且 {\displaystyle {\mathcal {F}}(t)\subseteq \Sigma } 。
- 對所有 {\displaystyle s,\,t\in T} ， 若 {\displaystyle t\leq s} 則 {\displaystyle {\mathcal {F}}(t)\subseteq {\mathcal {F}}(s)}

那 {\displaystyle {\mathcal {F}}} 被稱為 {\displaystyle (X,\,\Sigma ,\,P)} 上的一個滤子/域流（filtration），也可以稱{\displaystyle (X,\,\Sigma ,\,{\mathcal {F}},\,P)}為一個濾波（機率）空間。
要強調是用哪個集合 {\displaystyle T} 去定義濾子的時候，可以仿造序列的标记，把濾子記為 {\displaystyle {\{{\mathcal {F}}_{t}\}}_{t\in T}} ，然後把 {\displaystyle {\mathcal {F}}(t)} 也簡記為 {\displaystyle {\mathcal {F}}_{t}} 。
定義 — 

{\displaystyle (X,\,\Sigma ,\,{\{{\mathcal {F}}_{t}\}}_{t\in T},\,P)}為一個濾波空間，若函数 {\displaystyle \tau :X\to T} 滿足。
{\displaystyle (\forall t\in T){\bigg \{}\{x\in X\,|\,\tau (x)\leq t\}\in {\mathcal {F}}_{t}{\bigg \}}}
那稱 {\displaystyle \tau } 為濾子 {\displaystyle {\{{\mathcal {F}}_{t}\}}_{t\in T}} 的一個停時（stopping time）

## 例子
为了解释一些是或不是停时的随机时刻，考虑一个玩轮盘赌的赌徒，其具有典型的赌场优势，初始时刻赌资为100元：
- 赌且只赌一次，对应于停时{\displaystyle \tau } = 1，且这是一个停止规则（在停时概念中决定何时停止的规则或条件）。
- 当赌徒破产或赢得500元钱时停止赌博是一个停止规则。
- 当赌徒获得他所能赢得的最大赌资(此时刻之前以及之后)时停止赌博不是一个停止规则，且不提供一个停止规则：因为它不仅需要此刻和过去的信息，还需要将来的信息。
- 当赌徒使其赌资翻倍时（资产为负时若必要则允许贷款）不是一个停止规则，因为只有单边，而且他永远不能使他的赌资翻倍的概率是正的。（这里假设存在限制使得备注诀窍体系（加倍赌注法）或者其变异方法（比如将上次的赌金翻三倍下注）不能被使用。这类限制可以包括针对投注的但并不针对借款。）
- 当赌徒使其赌资翻倍或破产时停止赌博是一个停止规则，虽然赌徒赌博的总次数实际上并不一定是有限的，但，他在有限时间内停下来的概率是1。

## 局部化
停时经常被用来概括一些情景具备的随机过程特性，在这些情景中需要的条件只在局部意义上被满足。首先，如果 {\displaystyle X} 是一个（随机）过程，{\displaystyle \tau } 是它的一个停时，那么 {\displaystyle X^{\tau }} 就用来表示过程 {\displaystyle X} 在 {\displaystyle \tau } 时刻停止。
{\displaystyle X_{t}^{\tau }=X_{\min(t,\tau )}}
那么，{\displaystyle X} 被认为局部满足 {\displaystyle P} 特性，若存在一列停时 {\displaystyle \tau _{n}}，{\displaystyle n\to \infty }，{\displaystyle 1_{\{\tau _{n}>0\}}X^{\tau _{n}}} 满足特性 {\displaystyle P}。常见的例子如下面两个，其中 {\displaystyle I=[0,\infty )}：.
- （局部鞅）过程 {\displaystyle X} 是一个局部鞅，若它是右连续有左极限的，且存在一列停时 {\displaystyle \tau _{n}}，{\displaystyle n\to \infty }，使得 {\displaystyle 1_{\{\tau _{n}>0\}}X^{\tau _{n}}}对 {\displaystyle \forall n\in N} 是一个鞅。

- （局部可积）非负连续的过程 {\displaystyle X} 是局部可积的，若存在一列停时 {\displaystyle \tau _{n}}，{\displaystyle n\to \infty }，使得{\displaystyle \forall n\in N}，{\displaystyle \mathbb {E} (1_{\{\tau _{n}>0\}}X^{\tau _{n}})<\infty }。

## 停时的类型
停时（表示时间的下标取自 {\displaystyle I=[0,\infty ]}）常常依据发生时间能否预测被分成几类。
若 {\displaystyle \exists {\tau _{n}}}，{\displaystyle n\in N}，{\displaystyle \forall n} ，满足 {\displaystyle 0<\tau _{n}<\tau _{n}+1<\tau }，有{\displaystyle lim_{n\to \infty }x_{n}}，则停时 {\displaystyle \tau } 是可预测的。{\displaystyle {\tau _{n}}} 被称为 {\displaystyle \tau } 的预告，可预测的停时有时则被称作“可预告的”。例子有连续的适应过程的到达时间。取 {\displaystyle a\in R}，设 {\displaystyle X} 是实值连续过程，若{\displaystyle \tau } 是第一个使得 {\displaystyle X=a} 的时刻，则 {\displaystyle \tau } 是可被 {\displaystyle \tau _{n}} 逼近的，即 {\displaystyle \tau _{n}}是第一个使得 {\displaystyle |X-a|<1/n} 的时刻。
可被一列可预测的时刻覆盖的停时称为可接近的。即，{\displaystyle \tau } 是可接近的，若：对于部分 {\displaystyle n}，{\displaystyle P(\tau =\tau _{n})=1}，其中 {\displaystyle \tau _{n}} 是可预测的时刻。
若停时 {\displaystyle \tau }不能被任何递增的停时序列所逼近，则称为完全不可接近的。等价地，{\displaystyle P(\tau =\sigma <\infty )=0}，其中{\displaystyle \sigma } 是任取的可预测的时刻。例如泊松跳跃。
每个停时 {\displaystyle \tau } 都可被惟一分解为一个可接近的时刻和一个完全不可接近的时刻。即，存在惟一的可接近的停时 {\displaystyle \sigma } 和惟一的完全不可接近的 {\displaystyle \upsilon }，使得凡有 {\displaystyle \sigma <\infty } 则 {\displaystyle \tau =\sigma }，凡有 {\displaystyle \upsilon <\infty }则 {\displaystyle \tau =\upsilon }，若 {\displaystyle \sigma =\tau =\infty }，则 {\displaystyle \tau =\infty }。在此分解结果中需要说明的是，其中的停时并不一定总是有限的，也可以等于 {\displaystyle \infty }。

### 延伸阅读
- Thomas S. Ferguson. "Who solved the secretary problem?", Stat. Sci. vol. 4, 282–296, (1989).
- An introduction to stopping times.
- F. Thomas Bruss, "Sum the odds to one and stop", Annals of Probability, Vol. 4, 1384–1391,(2000)

- Shiryaev, Albert N. . Springer. 2007. ISBN 3540740104.